# Steffen Freiberg
Steffen Freiberg (* 23. September 1981 in Rostock, DDR) ist ein deutscher Politiker (SPD). Er ist seit 2023 Minister für Bildung, Jugend und Sport des Landes Brandenburg.

## Leben
Nach dem Abitur 2000 in Rostock nahm Freiberg ein Studium der Politik- und Verwaltungswissenschaften sowie Anglistik/Amerikanistik an der Universität Rostock auf, welches er 2004 mit dem Bakkalaureus Artium  und 2007 mit dem Magister Artium abschloss. Währenddessen war er von 2002 bis 2003 Vorsitzender des Allgemeinen Studierendenausschusses seiner Universität.
Freiberg ist Mitglied der SPD. 2006 wurde er Referent in der SPD-Fraktion im Landtag Mecklenburg-Vorpommern für Umwelt, Verbraucherschutz und Rechtsextremismus, 2007 Referent für Landtagsangelegenheiten  im Ministerium für Verkehr, Bau und Landesentwicklung von Mecklenburg-Vorpommern und bis 2008 zugleich Stellvertreter der Büroleiterin. Im Jahr 2008 wechselte er in die Staatskanzlei des Landes Mecklenburg-Vorpommern, wo er Referatsleiter für Landtagsangelegenheiten wurde. 2011 wurde er Leiter des Ministerbüros von Mathias Brodkorb im Ministerium für Bildung, Wissenschaft und Kultur von Mecklenburg-Vorpommern.
Im November 2016 wurde Steffen Freiberg von Ministerin Birgit Hesse zum Staatssekretär für Schulen und politische Bildung des Ministeriums für Bildung, Wissenschaft und Kultur im Kabinett Sellering III (Mecklenburg-Vorpommern) berufen. Bettina Martin übernahm ihn 2019 in dieser Funktion. Mit dem Amtsantritt des Kabinetts Schwesig II am 15. November 2021 wurde er im Alter von 40 Jahren in den einstweiligen Ruhestand versetzt. Zuletzt war der Stand der Digitalisierung von Schulen im Land stark kritisiert worden, die trotz des digitalen Rahmenplans weit hinter den Möglichkeiten zurückgeblieben sei. Auch kritisierte die im November nachfolgende Bildungsministerin Simone Oldenburg noch in der Opposition das Vorgehen 2021 bei der Einführung des neuen Faches Gesellschaftswissenschaften.
Vom 10. Januar 2022 bis zum 10. Mai 2023 war er Staatssekretär im Ministerium für Bildung, Jugend und Sport des Landes Brandenburg.
Nach dem Rücktritt der Ministerin Britta Ernst am 17. April 2023 wurde er am 10. Mai 2023 zum Minister für Bildung, Jugend und Sport des Landes Brandenburg im Kabinett Woidke III ernannt und am 11. Dezember 2024 im Kabinett Woidke IV im Amt bestätigt.